# Торре-Кардела
Торре-Кардела (ісп. Torre-Cardela) — муніципалітет в Іспанії, у складі автономної спільноти Андалусія, у провінції Гранада. Населення — 955 осіб (2010).
Муніципалітет розташований на відстані близько 330 км на південь від Мадрида, 42 км на північний схід від Гранади.

## Демографія
Динаміка населення (INE ):

## Галерея зображень

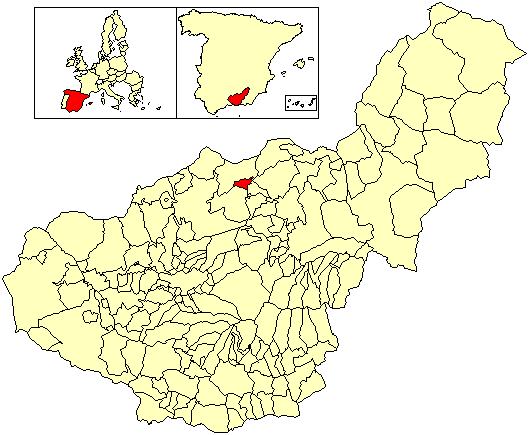
Розташування муніципалітету у провінції Гранада